# Любатович, Ольга Спиридоновна
Ольга Спиридоновна Любатович (по мужу Джабадари; 1853, Москва, Российская империя — 28 декабря 1917, Тифлис, Российская республика) — русская революционерка-народница, член Исполнительного комитета партии «Народная воля». Сестра Веры, Татьяны, Клавдии и Анны.

## Биография
Родилась в 1853 году. Дочь выходца из Черногории, дворянина, коллежского асессора, отставного инженера Московского Межевого института, владельца кирпичного завода в Москве. Поступила во 2-ю Московскую женскую гимназию.
В 1871 году уехала в Швейцарию, где поступила в Цюрихский университет на медицинский факультет. Там же познакомилась с Верой Фигнер, приведшей её в женский революционный кружок С. И. Бардиной. Принимала участие в делах русской эмиграции; входила в кружок «Фричей». Жила в Цюрихе, в Париже; была вместе с сестрой Верой в Черногории. По возвращении в Россию она поступила простой работницей на бумагопрядильные фабрики в окрестностях Москвы и в Туле, распространяла среди рабочих социалистические идеи.
Арестованная в 1875 году, она три года просидела в тюрьме. В 1877 году на «Процессе пятидесяти» приговорена к каторге, заменённой ссылкой в Ялуторовск (Тобольская губерния). 22 июля 1878 года бежала из ссылки сначала в Европейскую часть России, а затем за границу. На Воронежском съезде организации «Земля и воля», на котором произошёл раскол организации на «Народную волю» и «Чёрный передел», она не присутствовала, хотя была членом этого общества: она оставалась тогда ещё за границей, куда по настоянию друзей уехала после убийства Н. В. Мезенцова (4 августа 1878 года). Примкнула к партии «Народная воля». Была принята в члены Исполнительного комитета партии «Народная воля» в 1879 году, вскоре после основания партии.
В начале февраля 1880 года будучи беременной, вместе с мужем Н. А. Морозовым, который взял «бессрочный отпуск», уехала в Женеву (Швейцария). В октябре 1880 года у неё родилась дочь, впоследствии (летом 1881 года) умершая от менингита. Осенью 1880 года. проживала с Николаем Морозовым в Санкт-Петербурге на одной квартире под именем супругов Хитрово, была заподозрена полицией и в ноябре текущего года вместе с Морозовым подвергнута домашнему аресту, но в ночь на 26 ноября 1880 года оба успели скрыться.
23 января 1881 года при нелегальном возвращении в Россию, Морозова арестовали в деревне Стошки Владиславовского уезда Сувалкской губернии. В мае 1881 года, оставив новорождённую девочку у друзей, возвратилась из-за границы в Санкт-Петербург с целью освобождения Морозова, проживала в селе Исаковке, находящемся за Охтой, под именем Ольги Дорошенко.
В середине октября выбыла в Москву, где была арестована 6 ноября 1881 года, в Grand Hotel под именем Марии Святской. С ноября 1882 года по 1888 год находилась в ссылке в Тобольской губернии. После окончания срока ссылки отошла от общественно-политической деятельности и уехала на родину второго мужа Ивана Джабадари — в Грузию.
Умерла в Тифлисе. Похоронена на Кукийском кладбище им. Св. Нины.

## Мужья
- С 1878 года — Морозов, Николай Александрович
- С 1883 года — Джабадари, Иван Спиридонович

## Сёстры
- Вера Спиридоновна Любатович (1855—1907) — русская революционерка, народница.
- Татьяна Спиридоновна Любатович (1859—1932) — русская оперная певица (меццо-сопрано и контральто) и вокальный педагог.
- Клавдия Спиридоновна Любатович (по мужу Винтер) (1860—1924) — театральный деятель, организатор и руководитель театральных коллективов, антрепренёр, официальный руководитель Русской частной оперы (Москва, 1896—1899), спонсируемой Саввой Мамонтовым. После неудачного руководства театр обанкротился и закрыт в 1904 году, реквизит и костюмы проданы, актёры перешли в театр Зимина.
- Анна Спиридоновна Любатович (по мужу Малинина) (1882—после 1954) — после окончания гимназии с 1905 года по 1932 год работала учителем иностранных языков средней школы в городах Торжке, Вязьме и Москве. После выхода на пенсию по болезни и выслуге лет, проживала в семье дочери — Марины Расковой. Автор книги «Жизненный путь Марины». — М.—Л.: изд-во «Детская литература», 1950 (первое издание).